# Viale Francesco Redi
Viale Francesco Redi è un'importante arteria stradale della città di Firenze che collega viale Belfiore all'altezza dell'uscita del sottopasso della ferrovia nei pressi della Fortezza da Basso e del viale  Filippo Strozzi a piazza Puccini, incrociando lungo il suo percorso via di Novoli. 
Il percorso del viale è parallelo per una parte al torrente Mugnone (che andrà poi ad unirsi al torrente Terzolle all'altezza del Ponte di San Donato) circonvallando l'intero quartiere di San Jacopino.